# John Montefusco
John Joseph Montefusco (Long Branch, Nueva Jersey, 25 de mayo de 1950), más conocido como John Montefusco, es un exjugador profesional estadounidense de béisbol que se desempeñó en la posición de lanzador en las Grandes Ligas de Béisbol (MLB). Logró obtener el premio Novato del Año.

## Carrera
Montefusco jugó como profesional siete temporadas en San Francisco Giants (1974-1980), después pasó a Atlanta Braves (1981), luego a San Diego Padres (1982-1983), posteriormente a New York Yankees, donde jugó cuatro temporadas (1983-1986), y fue el equipo en el que se retiró.

## Premios
En 1975, fue galardonado con el premio Novato del Año.